# Aniversario (cuento)
Aniversario (título original en inglés: Anniversary) es una historia corta de ciencia ficción escrita por Isaac Asimov. Fue publicado por primera vez en la edición de marzo de 1959 de Amazing Stories y posteriormente apareció en la colección Asimov's Mysteries (1968) y Lo mejor de Isaac Asimov (1973). La historia fue escrita para conmemorar el vigésimo aniversario de la primera historia publicada de Asimov, Aislados de Vesta, en la edición de marzo de 1939 de Amazing. La historia también es parte de una serie de relatos de Asimov sobre la supercomputadora Multivac.

## Resumen
Warren Moore y Mark Brandon son dos de los tres sobrevivientes del naufragio del Queen Silver en el cinturón de asteroides. Cada año, se reúnen en el aniversario de la catástrofe para celebrar su supervivencia. En el vigésimo aniversario, Brandon tiene una sorpresa: él aparece en la casa de Moore con Michael Shea, el tercer sobreviviente.
A medida que el hombre recuerda el pasado de los tres, Brandon admite que no está contento con la forma en que su fama se ha desvanecido con los años. A pesar de que los tres son todavía los únicos que han podido sobrevivir a la caída de una nave espacial, el público los ha olvidado. Lo único que el público en general recuerda acerca de los restos del naufragio del Queen Silver es que el Dr. Horace Quentin, un gran científico, murió.
Cuando Shea menciona que la aseguradora Trans-space sigue buscando los restos de la nave aún 20 años después, Brandon menciona que podría ser porque había algo muy valioso a bordo, y que Trans-espacio aún no encuentra. Los tres hombres aprenden a través de un terminal de Multivac que Quentin tenía un nuevo dispositivo óptico revolucionario que llevaba consigo en la nave, y que todavía no se ha hallado. La única pista es la descripción del dispositivo como "un opticon", una aparente referencia a la manipulación de la luz.
Moore se da cuenta de que lo obtuvo en el naufragio y que lo ha tenido con él todo el tiempo sin saberlo. El nombre del dispositivo es "anopticon", es decir, un dispositivo sin necesidad de lentes. Para él era un tubo aparentemente inútil de unas pocas pulgadas de largo que había tomado como recuerdo del accidente, que en realidad se podía utilizar como un poderoso microscopio o telescopio que utiliza campos de fuerza en lugar de lentes y es extremadamente versátil. Con el dispositivo de Quentin en su poder, los tres hombres planean volver a ser famosos.

## Recepción
El crítico literario Algis Budrys se pronunció de forma negativa con respecto al cuento: "¿Qué lo poseyó para hacer de esta primera antología asombrosa un pudín de trabajo? "Marooned off Vesta" de Isaac Asimov fue, de hecho, la primera venta de Ike. Su primera historia llegó varios intentos después. Y su “Aniversario”, una secuela escrita treinta años después, es un truco, un truco inventado y un truco mal ideado."  